# Curimopsis carniolica
Curimopsis carniolica is een keversoort uit de familie pilkevers (Byrrhidae). De wetenschappelijke naam van de soort is voor het eerst geldig gepubliceerd in 1902 door Ganglbauer.